# Biegi lekkoatletyczne
Biegi w konkurencjach lekkoatletycznych dzielą się na:
- sprinty (biegi krótkie),
- biegi średnie,
- biegi długie,
- biegi przez płotki.

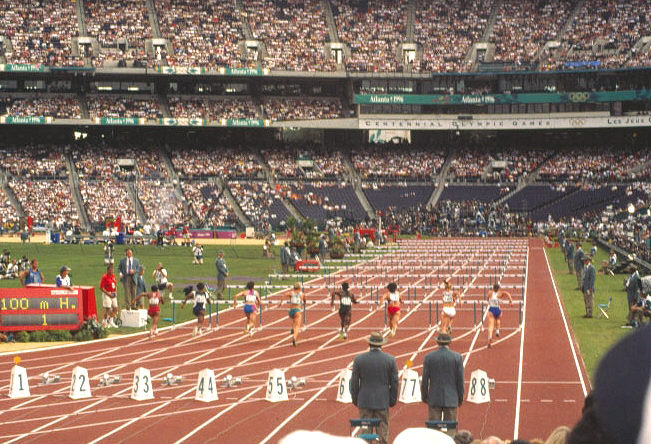
Bieg na 100 m przez płotki kobiet podczas Olimpiady w Atlancie 1996

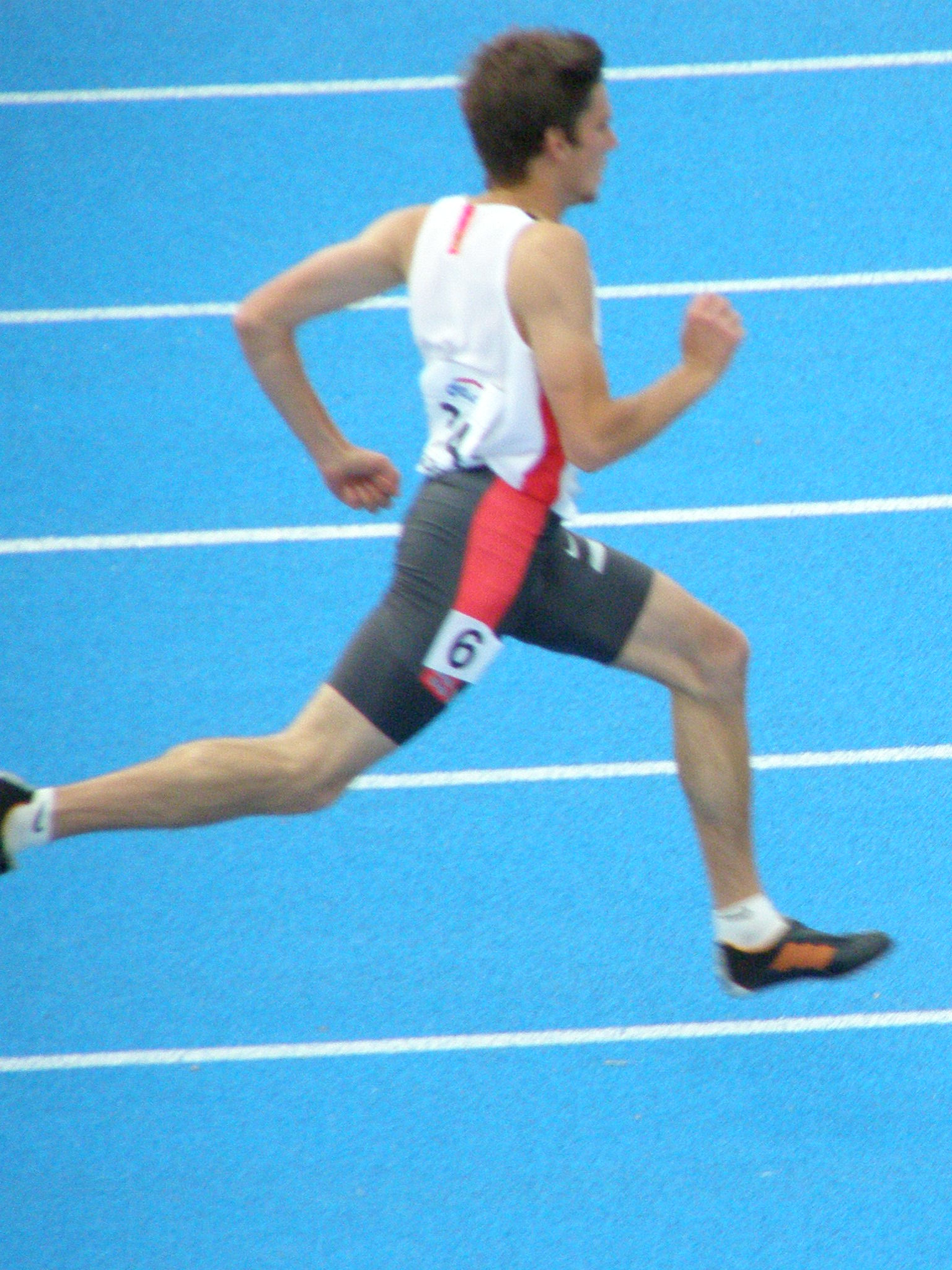
Biegacz

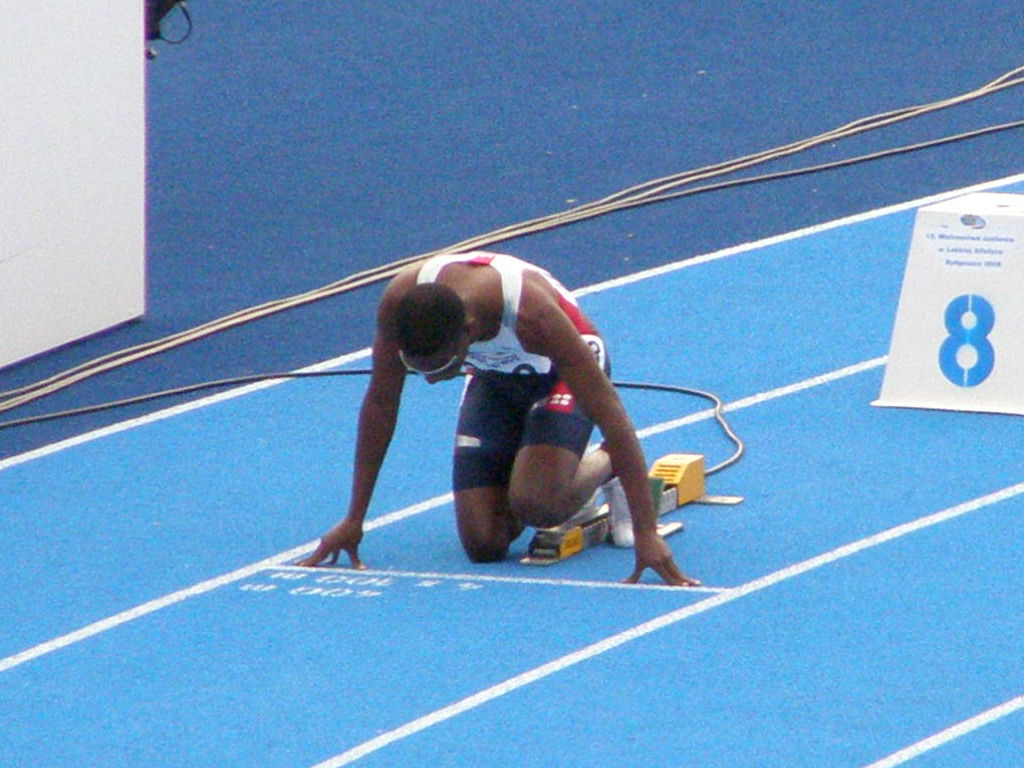
Start niski z bloku startowego

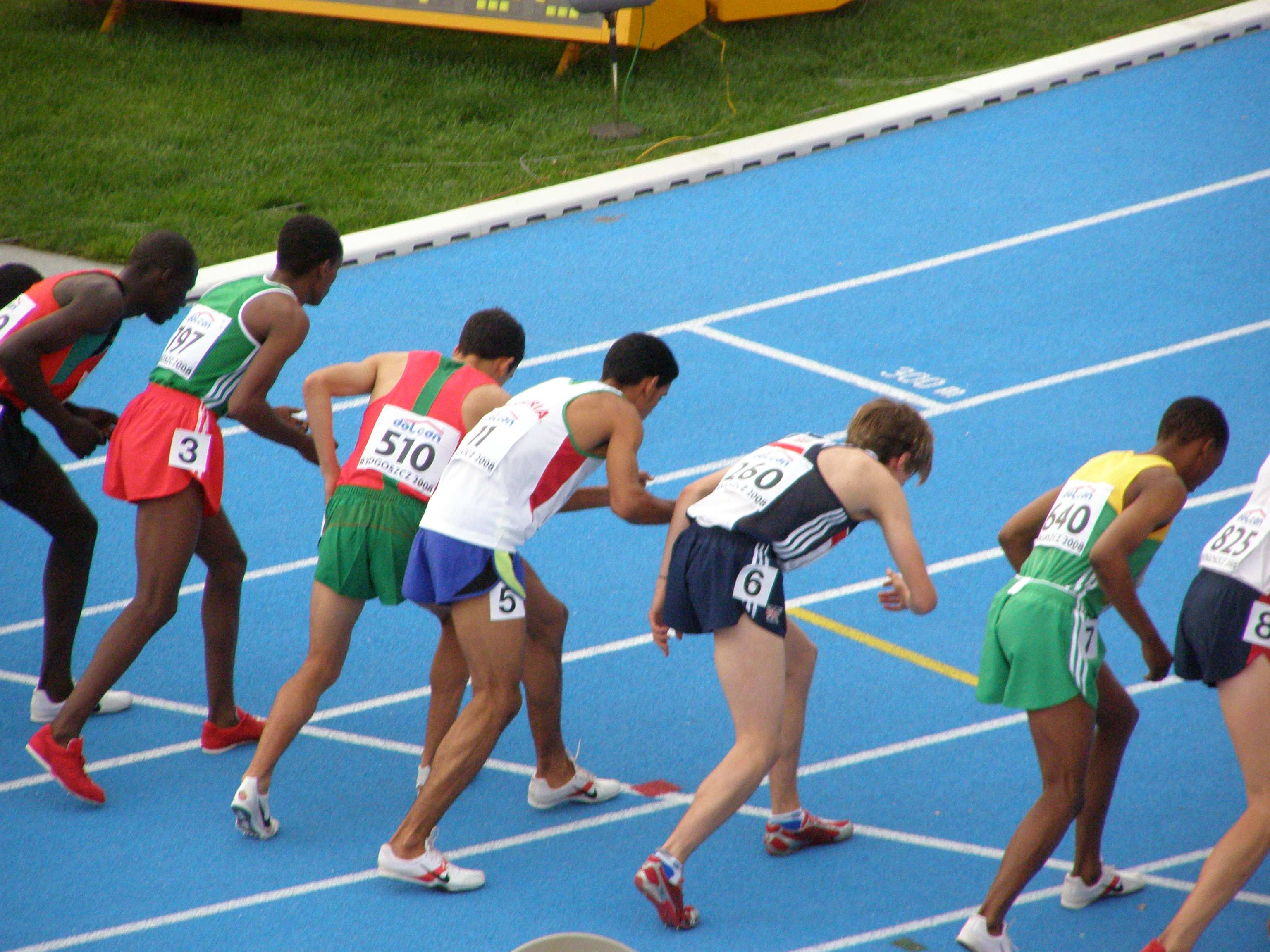
Start wysoki

Sprint to bieg na krótkich dystansach: 60 metrów (hala), 100 metrów, 200 metrów, 400 metrów, sztafety 4 × 100 metrów i 4 × 400 metrów. Zawodnicy startują na sygnał (strzał) startera z bloków startowych. Każdy zawodnik biegnie po swoim torze (przed zawodami odbywa się losowanie torów albo też numer toru przydzielonego zawodnikowi wynika z miejsca, które zajął on w biegu eliminacyjnym). O kolejności na mecie decyduje pierś zawodnika.
W biegach sztafetowych biorą udział zespoły czteroosobowe, konkurencja polega na biegu z pałeczką sztafetową trzymaną w dłoni. Zawodnicy podczas zmian przekazują sobie pałeczkę w wyznaczonej strefie zmian. Zgubienie pałeczki lub przekroczenie strefy zmian równoznaczne jest z dyskwalifikacją sztafety.
Bieg sztafetowy 4 × 100 m odbywa się po torach. W biegu 4 × 400 m pierwsza zmiana biegnie po torach, druga biegnie po torach tylko pierwszy wiraż (100 m), po czym zawodnicy mogą biec po wewnętrznym torze.
Bieg średniodystansowy odbywa się na dystansach 800 m i 1500 metrów oraz na dystansach: jednej mili i 1000 metrów (konkurencje nieolimpijskie występujące na niektórych mityngach).
- Bieg na 800 m (dwa okrążenia bieżni) – start odbywa się bez bloków startowych, zawodnicy biegną po torach pierwszy wiraż (100 m), po czym mogą biec po wewnętrznym torze.
- Bieg na 1500 m – zawodnicy startują z linii startu wyznaczonej na początku przeciwległej prostej z pozycji stojącej. Tuż po starcie zawodnicy mogą zająć pozycje na wewnętrznym torze.

Bieg długodystansowy odbywa się na dystansach 3000 metrów (konkurencja nieolimpijska), 3000 metrów z przeszkodami, 5000 metrów, 10 000 metrów, półmaraton (21 097 metrów, konkurencja nieolimpijska) i maraton (42 195 metrów).
Wszystkie biegi lekkoatletyczne do 10 000 m odbywają się na 400-metrowej bieżni stadionu,
start i meta biegu maratońskiego (oraz półmaratonu) mogą znajdować się na stadionie, a trasa może wieść przez ulice i okolice wielkich aglomeracji. Organizowane są też okolicznościowe i pokazowe biegi uliczne na dystansach od 1500 m do 100 km (ultramaratony).
Bieg ultramaratoński odbywa się na dystansach większych od maratonu. Odbywa się w dwóch formach: na dystans (bieg na 50 kilometrów, bieg na 100 kilometrów) oraz na czas (bieg 12-godzinny, bieg 24-godzinny, bieg 48-godzinny, bieg 72-godzinny, bieg 6-dniowy). Są to konkurencje nieolimpijskie.
Biegi płotkarskie obejmują konkurencje 60 metrów (hala), 100 metrów (kobiety), 110 metrów (mężczyźni), 400 metrów (kobiety i mężczyźni). Na dystansie 60 m płotków ustawionych jest pięć, a na pozostałych dystansach po dziesięć.
Poza tymi podstawowymi konkurencjami biegowymi odbywają się również nieolimpijskie konkurencje biegowe takie jak: biegi górskie, biegi przełajowe i biegi po schodach. 